# Rolf Graf
Rolf Graf (nascido em 19 de agosto de 1932) é um ex-ciclista de estrada profissional suíço. Graf foi protegido por ciclista suíço Ferdi Kübler.
Ele competiu na prova de contrarrelógio individual e por equipes nos Jogos Olímpicos de Verão de 1952. Foi campeão nacional de estrada em 1956. Em 1963, Graf sofreu acidente de carro na Itália, do qual ele nunca realmente se recuperou, e em 1964 teve que parar sua carreira de ciclismo.